# Hans Fruhstorfer

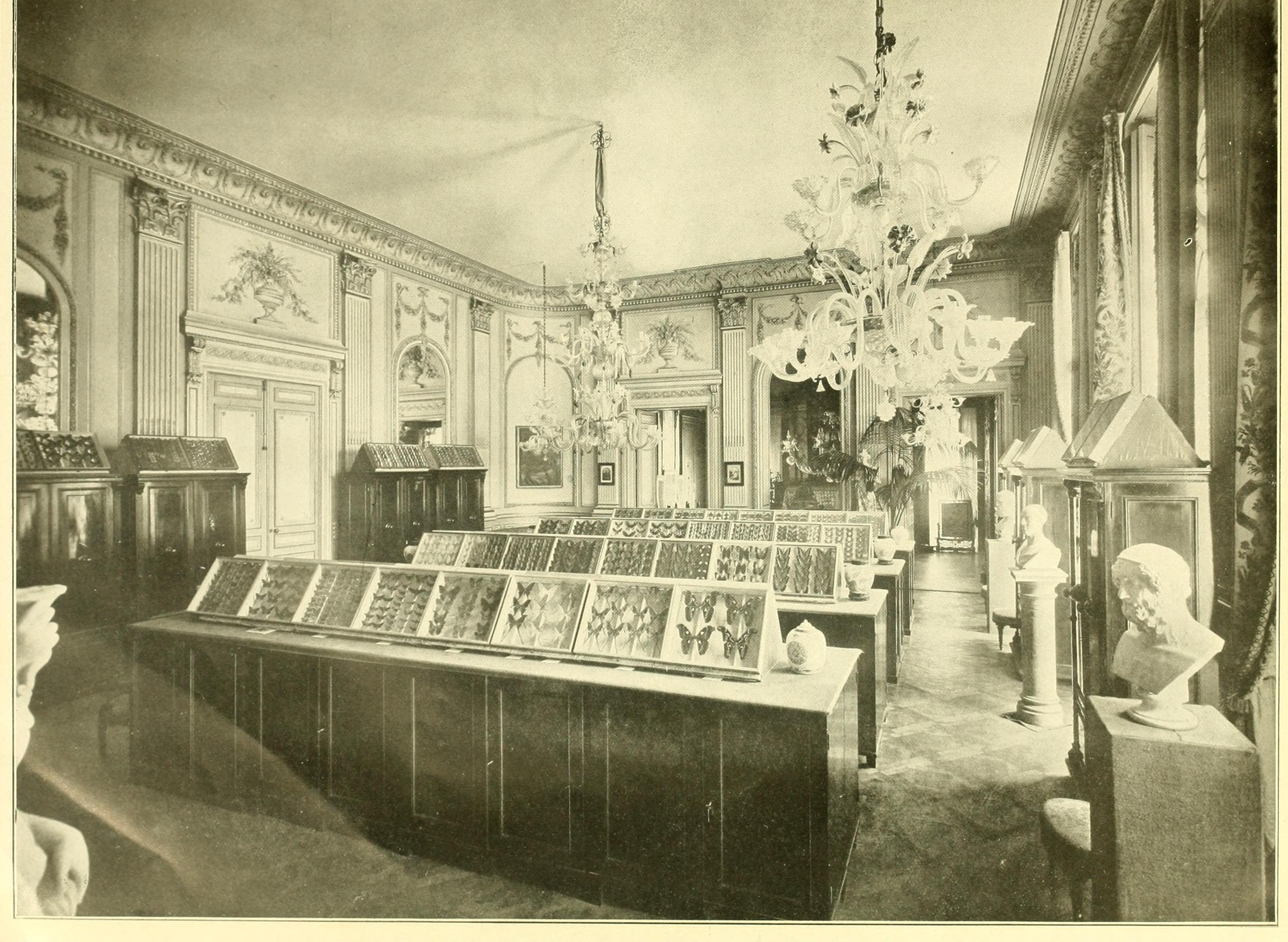
Collectie van Hans Fruhstorfer

Hans Fruhstorfer (Passau, 7 maart 1866 - München, 9 april 1922) was een Duits ontdekkingsreiziger, insectenhandelaar en entomoloog. 
Fruhstorfer was gespecialiseerd in vlinders. Hij verzamelde en beschreef vele nieuwe exotische soorten vlinders, veelal soorten afkomstig van Java. Deze werden gepubliceerd in Adalbert Seitz's Macrolepidoptera of the World.
- Gemeinsame Normdatei: 11684079X
- International Standard Name Identifier: 0000 0000 1371 197X
- Nationale Bibliotheek van Tsjechië: pna20181001547
- Nederlandse Thesaurus van Auteursnamen: 156514052
- Réseau des bibliothèques de Suisse occidentale: 02-A003267255
- Système universitaire de documentation: 16418676X
- Virtual International Authority File: 312627363
- WorldCat: E39PBJw4BJWvxC99bdqcX87yh3